# みねぐも型護衛艦
みねぐも型護衛艦（みねぐもがたごえいかん、英語: Minegumo-class destroyer）は、海上自衛隊が運用していた護衛艦の艦級。
先行するやまぐも型（37DDK）をもとに、主兵装をQH-50 DASH（無人対潜ヘリコプター）に改めた対潜護衛艦（DDK）として、第2次・第3次防衛力整備計画中の昭和40年から42年度計画で計3隻が建造された。しかしDASHの成績不良に伴い、昭和44年度計画以降の建造艦は再び37DDKの設計に準じて建造されることになった。また本型も、後にDASHの運用設備をアスロックに換装している。やまぐも型とともに8艦6機体制時代の護衛艦隊を長く支えたのち、1990年代後半に相次いで練習艦に種別変更され、1999年から2000年にかけて除籍された。

## 設計
基本設計はやまぐも型（37DDK）のものが踏襲されている。基本計画番号はE105。

### 船体
本型の船体・機関は、おおむね37DDKに準じているが、船体後方をDASHの運用スペースにあてるため、甲板配置の都合上から煙突を一本化した。なお37DDKでは艦橋構造物と煙突が一体化して前部上部構造物を形成していたが、ディーゼル主機の振動の影響を軽減するため、本型では1メートル分離されており、これはやまぐも型後期型（44DDK）でも踏襲されることになった。3番艦「むらくも」（42DDK）は艦橋上部に防空指揮所を追加しており、前方向からの印象が若干異なる。後部上部構造物は、前端に第2方位盤、その直後に2番砲塔が設置され、後端はDASH用の格納庫とされた。その後方の艦尾甲板はDASH用の発着甲板とされた。
また37DDKの海上公試では、基準速力20ノット付近で艦橋にかかる飛沫が多く、問題になった。これは艦橋からやや後方で外板のフレアが足りないためと判明したことから、本型と、同年度のたかつき型後期型（40DDA）より、艦首外舷にナックルが設けられた。主錨配置もこれに準じている。なお、後にDASHの運用設備を撤去してアスロックを搭載する際、船体強度を確保するため、全長の約7割にわたる細長い鋼板ベルトが片舷2枚ずつ取り付けられた。

### 機関
主機関はやまぐも型と同様、高出力2サイクルV型中速ディーゼルエンジン6基によるマルチプル・ディーゼル方式を採用している。機関構成には、やまぐも型と同じく三井方式と三菱方式があり、前者はV型12気筒で4,650馬力の12UEV30/40を両舷に3基ずつ、後者はV型12気筒で4,250馬力の1228V3BU-38Vを2基とV型16気筒で5,600馬力の1628V3BU-38Vを1基の組合せをそれぞれ両舷に配置したものである。「みねぐも」と「むらくも」は三井方式、「なつぐも」は三菱方式を採用している。機関室はやまぐも型と同様、前・中・後部の3つの機械室を有し、前機室の2機と中機室の左舷機で左軸を、同様に中機室の右舷機と後機室の2機で右軸を駆動するというシフト配置を採用していた。
電源は37DDKと同構成で、いずれもディーゼル発電機が用いられており、出力400キロワットの主発電機2基、200キロワットの非常発電機1基を搭載した。

## 装備

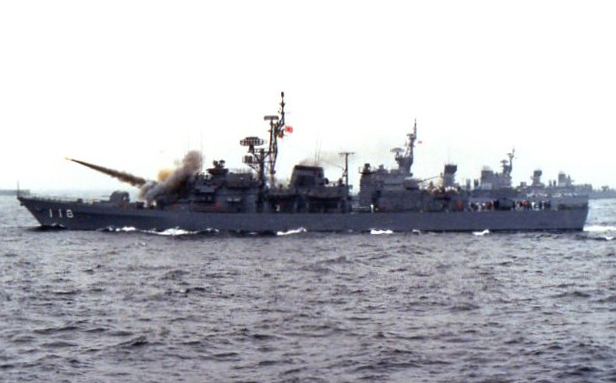
護衛艦むらくも(1988年)

本型のセンサは、電波探知装置（ESM）は37DDKのものが踏襲されているが、レーダーは性能向上型のOPS-11B、ソナーは同型のAN/SQS-23と同等の性能を備えた国産のOQS-3に更新された。また「むらくも」ではSQS-35(J)可変深度ソナーが搭載されたが、これは本機を就役時から搭載した海自DD初の例であった。
武器システムにおいては、上述の通り、アスロック対潜ミサイル・システムにかえてQH-50 DASH（無人対潜ヘリコプター）2機の運用設備を設置していることが最大の変更点である。DASHは、アスロックをはるかに上回る長距離の対潜火力として期待された、期待の新装備であった。しかしアメリカ海軍においては、事故が多発したために1969年には運用中止となり、予備部品の供給途絶に伴って、海上自衛隊でも1979年運用中止となった。このことから、DASHの運用設備をSH-2F LAMPS Mk.Iヘリコプター用に転用する案があったが実現せず、結局1979年及び82年にこれを撤去し、アスロックに換装して、兵装面ではやまぐも型と同一になった。なお、3番艦「むらくも」（42DDK）は他の2隻より先行して1978年に改装を実施したことから、ミサイルの装填機構等は37DDKと同様の機力補助人力式であるが、他の2隻は3年遅い1981年に改装工事を実施したことから、はつゆき型護衛艦と同形式の直接装填装置が搭載された。
これらの対潜兵器を指揮する水中攻撃指揮装置（SFCS）として、1番艦「みねぐも」（40DDK）ではSFCS-3が、また2・3番艦では航海計器としてジャイロコンパスMk.19が導入されたことに伴って、SFCS-3からロール・ピッチ検出機能を除去したSFCS-3Aが搭載された。その後、DASHの撤去とアスロックの搭載に伴って、SFCS-4B/4B-1に換装された。
主砲は、37DDKと同じく50口径76mm連装速射砲（68式）を2基搭載した。砲射撃指揮装置（GFCS）としては、1番艦「みねぐも」（40DDK）においては、前方の第1方位盤としてはMk.56、後方の第2方位盤としてはMk.63と、37DDKの構成が踏襲され、2番艦「なつぐも」（41DDK）以降では第1方位盤を国産のFCS-1Bに更新した。アスロックと同様、DASHにおいても、対潜攻撃中は第1方位盤を使って追尾してやる必要があるため、対空射撃は手動のMk.63のみとなり、やまぐも型と同様に経空脅威対処能力の低下が課題とされた。アスロックよりもDASHのほうが攻撃所要時間が長いため、この課題は、本型において特に重大であった。なお3番艦「むらくも」（42DDK）は、1975年に第2方位盤をFCS-2実験機に、1978年にはアスロックへの換装工事と同時に後部50口径3インチ連装速射砲を62口径76mm速射砲に換装し、次世代砲熕兵器システムの試験に従事した。この砲熕兵器システムはポスト4次防艦（はつゆき型など）以降で広く採用されることになったが、試験の終了後もこれらの装備は残され、FCS-2実験機は、のちに実用機の2-21型に再換装された。

## 同型艦
| 艦番号         | 艦名     | 建造                | 起工                         | 進水                         | 就役                        | 練習艦への 艦種変更         | 除籍                        |
| -------------- | -------- | ------------------- | ---------------------------- | ---------------------------- | --------------------------- | --------------------------- | --------------------------- |
| DD-116 TV-3509 | みねぐも | 三井造船 玉野造船所 | 1967年 （昭和42年） 3月14日  | 1967年 （昭和42年） 12月16日 | 1968年 （昭和43年） 8月31日 | 1995年 （平成7年） 8月1日   | 1999年 （平成11年） 3月18日 |
| DD-117 TV-3510 | なつぐも | 浦賀重工業          | 1967年 （昭和42年） 6月26日  | 1968年 （昭和43年） 7月25日  | 1969年 （昭和44年） 4月25日 | 1995年 （平成7年） 8月1日   | 1999年 （平成11年） 3月18日 |
| DD-118 TV-3511 | むらくも | 舞鶴重工業          | 1968年 （昭和43年） 10月19日 | 1969年 （昭和44年） 11月15日 | 1970年 （昭和45年） 8月21日 | 1998年 （平成10年） 3月16日 | 2000年 （平成12年） 6月18日 |